# ブレット・ザ・ウィザード
『ブレット・ザ・ウィザード』は、園田健一による漫画。『月刊アフタヌーン』（講談社）において、2010年9月号から2013年2月号まで連載された。全4巻。
話数表記は「Shot ○」（○は丸数字、最終話は「Final Shot」）。

## あらすじ
1960年代のアメリカ合衆国。
「魔法銃」と呼ばれる不思議な力を持つ銃にまつわる物語。

## 主な登場人物
ブレット
ティティアリス
ポーラ・ウェンストン
南部産まれのジャーナリスト志望の女性。
ヴァネッサ・ハリス
スザンヌ
マジシャン・ブレットのパートナーにして、求婚相手。
フィッツジェラルド
スチュワート
FBI捜査官。3つのギャング団を壊滅させた「ソーサラー」なる人物を追っている。
チーフ
全ての魔法銃の主。アメリカ先住民族の社会的地位向上のために魔法銃を手渡していた。

## 書誌情報
- 園田健一 『ブレット・ザ・ウィザード』 講談社〈アフタヌーンKC〉、全4巻
  1. 2011年3月23日発売 ISBN 978-4-06-310732-6
  2. 2011年10月21日発売 ISBN 978-4-06-310784-5
  3. 2012年9月21日発売 ISBN 978-4-06-387842-4
  4. 2013年2月22日発売 ISBN 978-4-06-387871-4